# ویلهلم گریم
ویلهلم گریم (انگلیسی: Wilhelm Grimm؛ زاده ۲۴ فوریهٔ ۱۷۸۶ درگذشته ۱۶ دسامبر ۱۸۵۹) یک انسان شناس اهل آلمان بود.